# Корабе
Корабе (пол. Korabie) — село в Польщі, у гміні Беляни Соколовського повіту Мазовецького воєводства. Населення — 62 особи (2011).
У 1975-1998 роках село належало до Седлецького воєводства.

## Демографія
Демографічна структура станом на 31 березня 2011 року:
|          | Загалом | Допрацездатний вік | Працездатний вік | Постпрацездатний вік |
| -------- | ------- | ------------------ | ---------------- | -------------------- |
| Чоловіки | 33      | 7                  | 19               | 7                    |
| Жінки    | 29      | 2                  | 17               | 10                   |
| Разом    | 62      | 9                  | 36               | 17                   |